# Fabienne Godet
Fabienne Godet (Angers, 20 maggio 1964) è una regista e sceneggiatrice francese.

## Filmografia

### Regista
- Un goût d'herbe fraîche - cortometraggio (1994)
- Le soleil a promis de se lever demain - cortometraggio (1995)
- La tentation de l'innocence - cortometraggio (1999)
- Sauf le respect que je vous dois (2005)
- Ne me libérez pas, je m'en charge - documentario (2009)
- Empreintes - serie TV, episodio 4x11 (2010)
- Une place sur la Terre (2013)
- Nos vies formidables (2019)
- Le repondeur (2025)

### Sceneggiatrice
- Un goût d'herbe fraîche - cortometraggio, regia di Fabienne Godet (1994)
- Le soleil a promis de se lever demain - cortometraggio, regia di Fabienne Godet (1995)
- La tentation de l'innocence - cortometraggio, regia di Fabienne Godet (1999)
- Sauf le respect que je vous dois, regia di Fabienne Godet (2005)
- Ne me libérez pas, je m'en charge - documentario, regia di Fabienne Godet (2009)
- Une place sur la Terre, regia di Fabienne Godet (2013)
- Nos vies formidables, regia di Fabienne Godet (2019)